# W. R. Grace and Company
Vous lisez un « bon article » labellisé en 2007.

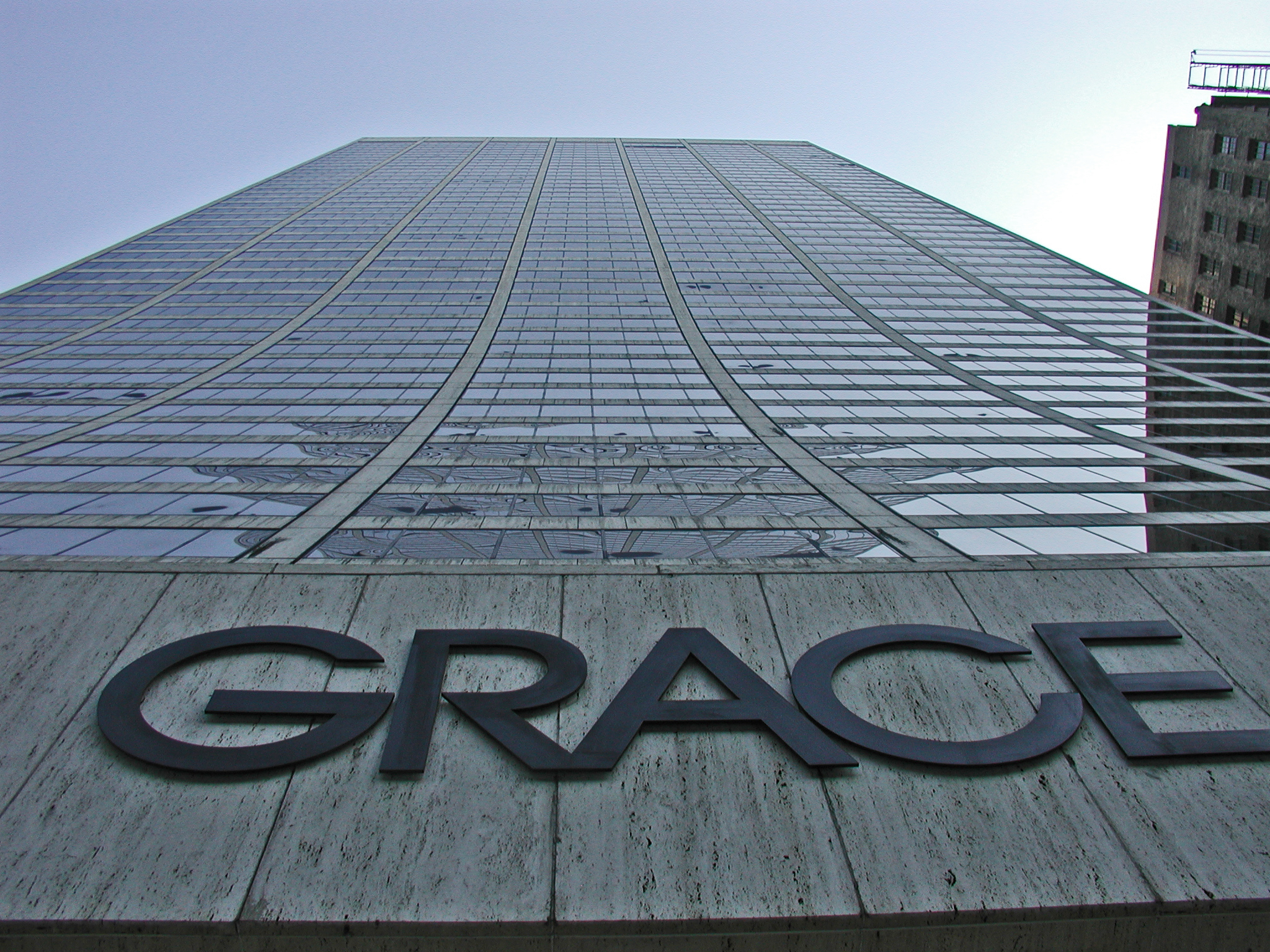
Le W. R. Grace Building, sur la 6e Avenue à New York

La W. R. Grace and Company est un conglomérat américain fondé en 1854 par William Russell Grace. La compagnie est un des leaders mondiaux des spécialités chimiques et des matériaux de construction. Elle détient les brevets du nickel de Raney, catalyseur solide utilisé dans de nombreux procédés industriels.
En 2011, W.R. Grace emploie plus de 6 300 employés dans près de 40 pays (3 200 aux États-Unis) et réalise un chiffre d'affaires annuel de plus de 3,2 milliards de $, dont 71 % réalisé hors des États-Unis. Le siège de l'entreprise se trouve à Columbia, Maryland. L'entreprise est cotée à la bourse de New York (NYSE : GRA).
Depuis le 2 avril 2001, l’entreprise est placée sous le régime de protection de la loi sur les faillites américaines (chapitre 11), en raison des procès pour contamination par l'amiante. En 2011, son activité s'est accrue de 20 % après la baisse de 2010 et ses profits de 30 %, pour atteindre 9 % de marge.
En septembre 2021 Standard Industries reprend la compagnie.

## Histoire

### Le fondateur de la compagnie et la dynastie Grace

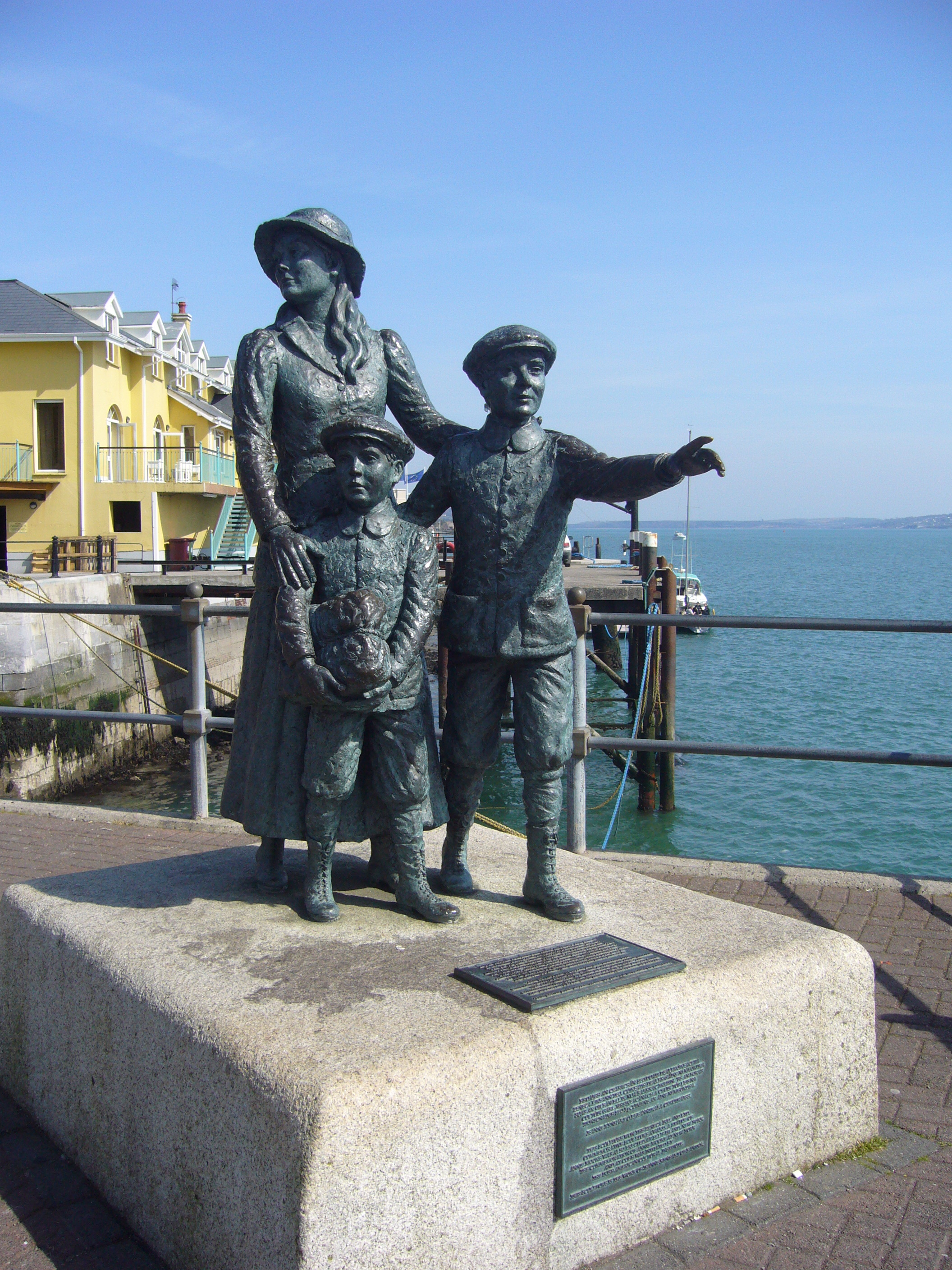
Mémorial des émigrés irlandais à Cobh

William Russell Grace naquit le 10 mai 1832 à Riverstown, près de Cobh, en Irlande et décéda le 21 mars 1904 à New York. Après avoir émigré aux États-Unis en 1846, il commença en 1851 sa carrière au Pérou où il devint associé dans la firme de John Bryce qui prit ensuite le nom de Bryce, Grace Brothers & Co., avant de garder la seule appellation de W. R. Grace & Co.
Philanthrope reconnu, il joua un rôle important dans l'aide à la population irlandaise durant la famine des années 1870, apportant personnellement plus du quart des fonds récoltés. Sans doute en raison de ses origines irlandaises dans une ville qui connut une immigration massive venant de ce pays, il fut élu, en 1880, premier maire catholique de New York, puis réélu, en 1884, pour un second mandat au cours duquel il reçut, au nom de la ville, la statue de la Liberté, cadeau de la France. En 1897, avec son frère Michael, il fonda le Grace Institute for the Education of Women, concernant spécialement les immigrantes.

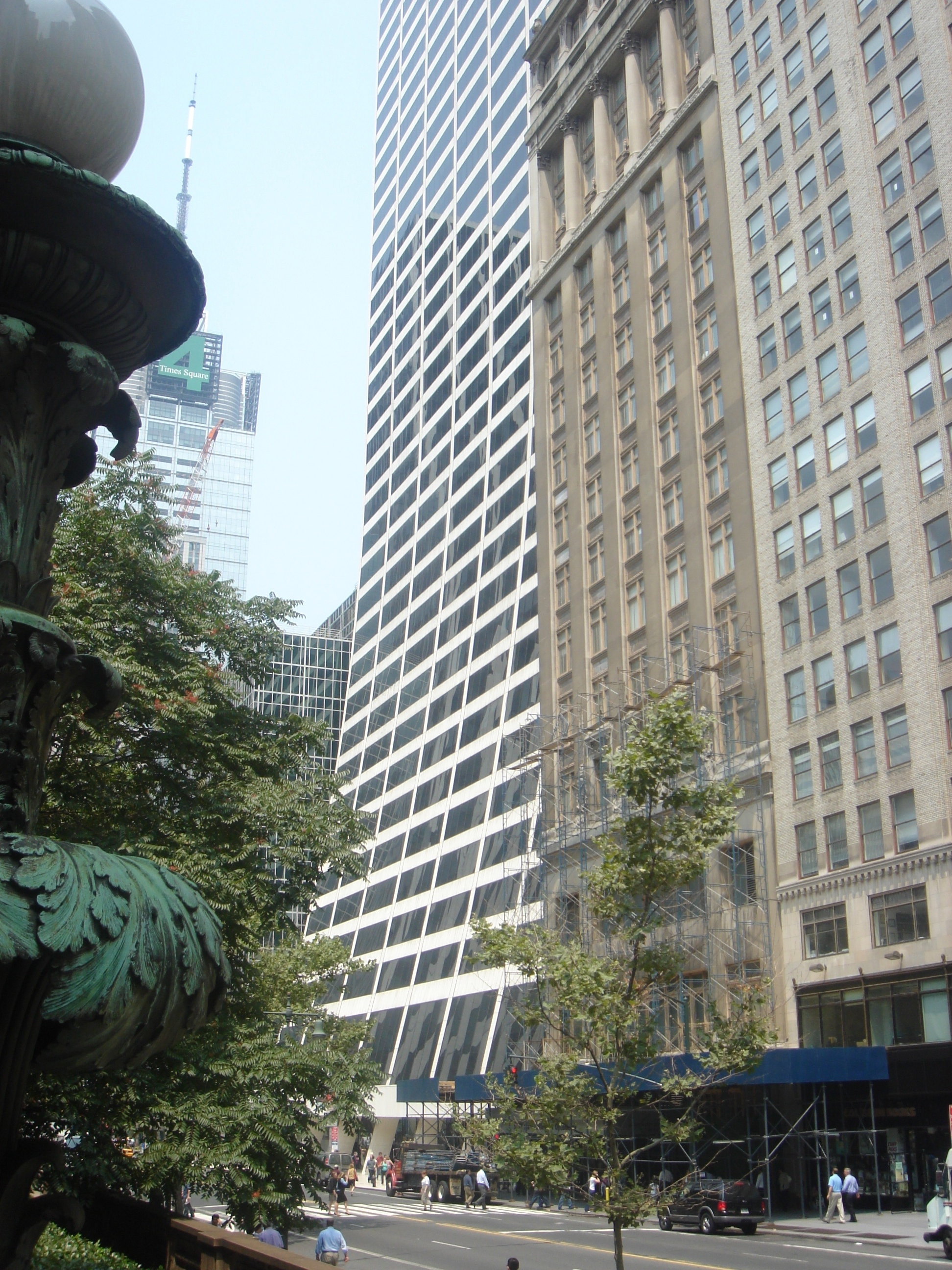
Le W. R. Grace Building à New York

En 1907, Joseph P. Grace, son fils, fut nommé président de la compagnie. Durant sa direction, la firme poursuivit sa progression dans le transport maritime et devint l'un des acteurs prépondérants du négoce dans l'ensemble du continent sud-américain. Il mourut en 1950.
En 1945, la troisième génération parvint au pouvoir lorsque J. Peter Grace accéda à la présidence de W. R. Grace & Co. à l'âge de 32 ans. J. Peter Grace allait entamer une transformation radicale du groupe en l'introduisant à la Bourse de New York en 1953, puis en achetant les compagnies chimiques Davison et Dewey. D'un groupe familial de négoce et de transport en déclin, il allait faire un des plus grands producteurs mondiaux de spécialités chimiques.
La puissance du groupe Grace se manifesta avec la construction en 1971 du fameux W. R. Grace Building, un gratte-ciel de 50 étages et 192 mètres de haut sur la 6e Avenue à New York (Avenue of the Americas).
Membre du Parti démocrate, il occupa aussi de nombreuses positions politiques, devenant le conseiller de trois présidents américains, Eisenhower, Kennedy qui le nomma président du Comité du Commerce de l'Alliance pour le Progrès en 1962, et enfin Reagan qui lui demanda de diriger la Commission sur la réduction des fraudes, abus et gaspillage de l'administration, entre 1982 et 1984. Il fut, lui aussi, très impliqué dans l'animation de la communauté catholique américaine.
Après avoir occupé son poste pendant 48 ans, faisant de lui le directeur général ayant connu la plus longue ancienneté à la tête d'une société cotée américaine, il démissionna en 1992. En 1995, J. Peter Grace, président de la compagnie, décéda à l'âge de 82 ans.

### Le développement de la compagnie jusqu'à la fin des années 1960
Après avoir été fondée au Pérou en 1854, Grace & Co établit, en 1860, une ligne de navires à vapeur commerciaux desservant les Amériques. Le groupe développa son activité de commerce et de transport international à partir de l'exportation du guano. En 1865, W. R. Grace & Co. se relocalisa à New York et établit un commerce triangulaire avec l'Amérique du Sud et l'Europe. Enfin, en 1872, W. R. Grace & Co. fut formellement enregistrée comme compagnie aux États-Unis.

#### Grace Line (1882-1969)

Logo de Grace Line

Ce qui devint ultérieurement Grace Line trouve son origine en 1882 dans la création d'une ligne régulière de navires à voiles entre le Pérou et New York. Grace établit un service regulier de bateaux à vapeur en 1893, en créant une filiale : la New York & Pacific Steamship Co., naviguant sous pavillon britannique car, avant 1905, les bateaux construits en dehors des États-Unis ne pouvaient être inscrits dans ce pays. Le service sous pavillon américain commença en 1912 avec l'Atlantic & Pacific Steamship Company. En 1914, Grace affrèta le premier navire commercial qui empruntait le Canal de Panama nouvellement ouvert.
En 1916, les activités des deux compagnies et de leur maison-mère fusionnèrent dans la Grace Steamship Company. En 1917, le premier navire de passagers de la Grace Line était baptisé le Santa Ana. Mais, la même année, la flotte entière avec les Santa Elisa, Santa Teresa, Santa Rosa et Santa Paula fut réquisitionnée pour effectuer le transport des troupes américaines pendant les deux dernières années de la Première Guerre mondiale.
La firme spécialisée dans le cabotage sur la côte ouest de l'Amérique du Sud étendit son champ d'action dans les Caraïbes. À son apogée, après la Seconde Guerre mondiale, Grace Line était un acteur de premier plan de la flotte marchande américaine avec 23 navires totalisant 188 000 tonnes. Puis, à partir des années 1950, la compagnie se retira progressivement de l'Amérique latine et finalement abandonna le secteur du transport maritime en décembre 1969, avec la cession de Grace Line à Prudential Steamship.
Le pavillon de Grace Line était rouge avec le mot « GRACE » en bleu sur un losange blanc.

#### Diversifications successives, abandonnées dans les années 1960

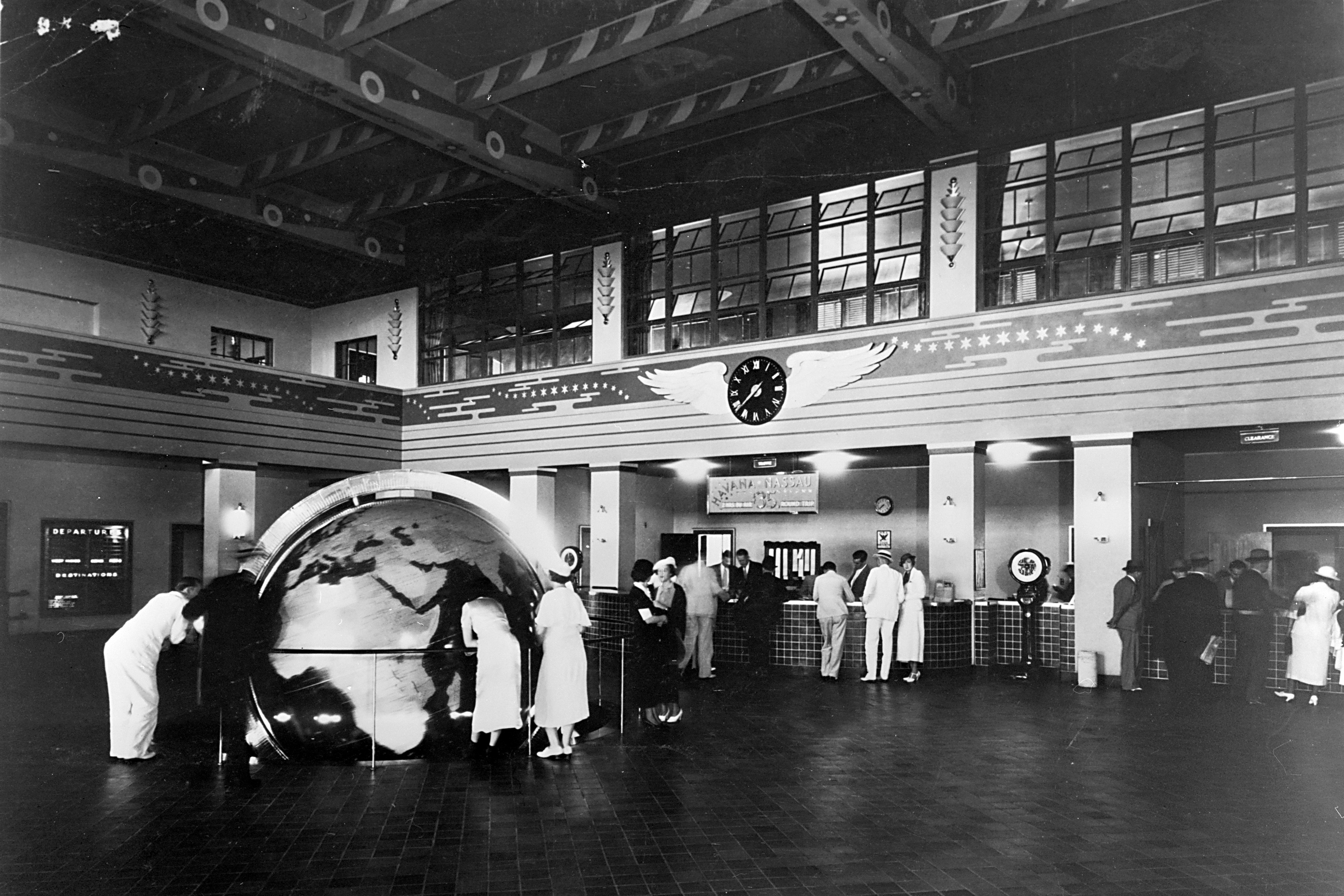
Terminal de PanAm à Miami pour les transports interaméricains

Un premier mouvement de diversification intervint en 1914, Grace fondant à New York la Grace National Bank. En 1965, cette dernière fut acquise par la Marine Midland Bank (aujourd'hui, la HSBC Bank USA).
En 1928, Grace et la nouvelle Pan American Airways de Juan Trippe créèrent ensemble Panagra, établissant un réseau qui exerça un quasi-monopole sur de nombreuses destinations en Amérique du Sud dans les années 1940 et 1950. En décembre 1965, les 50 % détenus par Grace dans Panagra furent vendus à Braniff International.
Une autre diversification brève du groupe est à mentionner dans l'activité de la brasserie lorsqu'il contrôla Miller de septembre 1966 à juin 1969, date de sa revente à Philip Morris.
En 1953, Grace fut introduit à la Bourse de New York. Cela fut le prélude à un changement complet de stratégie du groupe dans la décennie suivante. Grace quitta le transport et devint un leader mondial des spécialités chimiques.

### Grace: conglomérat de la chimie et des matériaux

#### Les origines de l'activité chimique

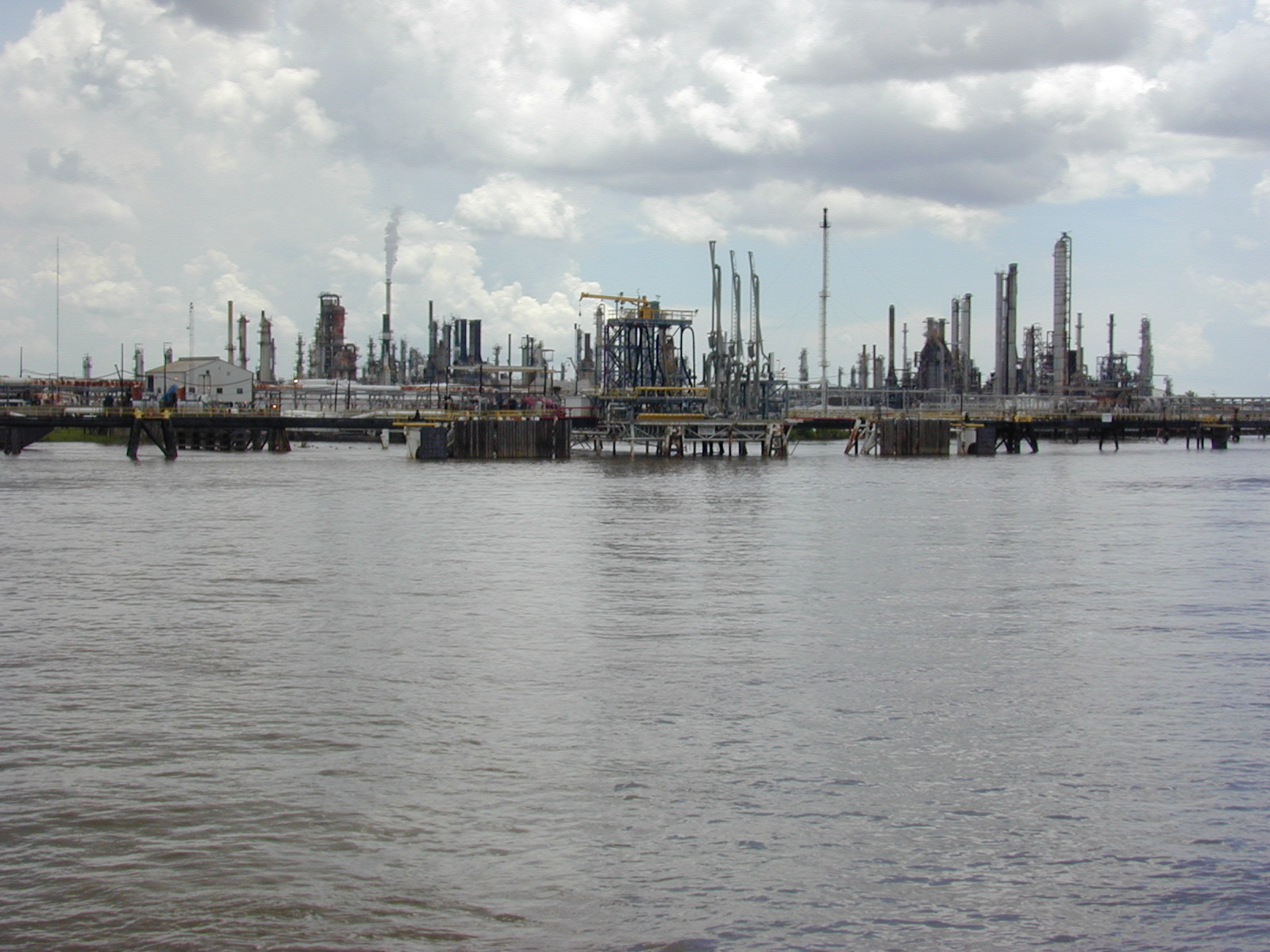
Raffinerie près de La Nouvelle-Orléans, sur le Mississippi

En 1832, William T. Davison fonda Davison, Kettlewell & Co. à Baltimore dans le Maryland. En tant que broyeur et acidificateur de carcasses et de coquilles d'huîtres, il fut le premier à utiliser une chambre d'acide sulfurique aux États-Unis. À partir de 1923, Davison Chemical Company commença à vendre des gels de silice (brevet de 1919) et en 1924, Davison introduit les catalyseurs en Nickel de Raney pour la production en chimie organique. Dès 1930, Davison acheta Silica Gel Corporation et trouva de nouveaux débouchés comme le séchage à air, la réfrigération ou les déshydrateurs de packaging. En 1942, la firme produisit le premier catalyseur pour le raffinage de pétrole qui fut utilisé dans la nouvelle unité de craquage de fluide de Bâton-Rouge en Louisiane.
En 1919, Bradley Dewey et Charles Almy fondèrent Dewey & Almy Chemical Company à Cambridge, Massachusetts. En 1922, ils développèrent le premier joint étanche de boîtes de conserve pour remplacer les soudures au plomb. 
En 1935, Dewey & Almy entrèrent dans la production de ciment en créant une nouvelle classe d'additif. Enfin, en 1941, pour répondre aux besoins générés par la guerre, la compagnie élabora un substitut synthétique aux joints de boîtes de conserve et de bouteilles en caoutchouc naturel.

#### La création de l'activité chimique de Grace

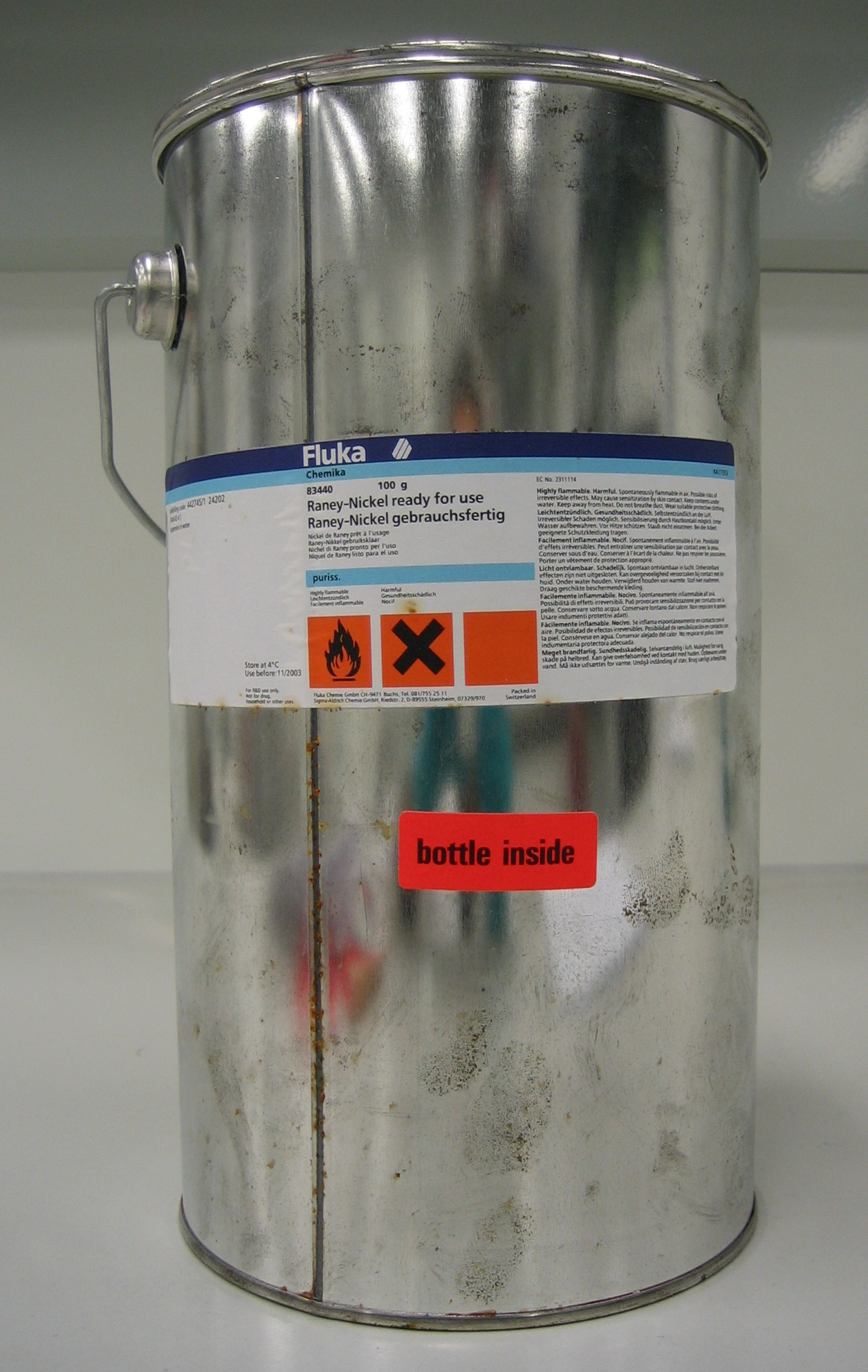
Container rempli de vermiculite, le nickel de Raney, très inflammable, étant contenu dans une bouteille scellée à l'intérieur

L'année qui suivit l'introduction en bourse de 1953, Grace acheta Davison Chemical Company, puis Dewey & Almy Chemical Company, jetant les bases de l'activité de catalyseurs, packaging, produits de silice et matériaux de construction.
La nouvelle division poursuivit ses investissements en recherche-développement et introduisit continûment des produits nouveaux, comme en 1956 les adjuvants réducteurs d'eau et retardateurs pour ciment. En 1960, Grace mit sur le marché des films en plastique Cryovac pour la protection des viandes et volailles. Puis, Grace Davison créa le gel de silice en palette comme conteneur hydrofuge pour des applications pharmaceutiques et autres.
En 1963, Grace Davison acheta la société Raney Catalyst Company à son fondateur, Murray Raney, et devint le détenteur des brevets du Nickel de Raney, obtenus en 1927.
En 1964, Davison mit sur le marché le premier catalyseur de craquage de fluides contenant de la zeolite qui était en avance sur les produits similaires, permettant aux raffineurs d'accroître leur production et les rendements. Puis, Grace développa une méthode révolutionnaire d'imperméabilisation avec l'introduction de la membrane imperméabilisante, et un nouveau joint étanche de haute performance lorsque l'industrie alimentaire mondiale adoptait le couvercle à vis.

#### Grace et les matériaux de construction
En 1969, Grace Construction Products s'établit à Cambridge, Massachusetts et réunit toutes les applications entrant dans la construction, matériaux retardateurs, anti-corrosion. Parallèlement, les innovations continuèrent comme en 1979, quand il introduisit l'inhibiteur de Corrosion Darex pour prévenir la détérioration du béton des ponts, routes ou immeubles exposés à la salaison des routes ou des environnements marins. En 1980, fut mis sur le marché le catalyseur Magnapore pour la production de plastiques polyéthylènes de haute-densité. En 1984, Grace revolutionna les techniques modernes de cuisine collective avec l'introduction de sacs de cuisson pour des collectivités.

### 2021: Rachat parStandard Industries
Le 22 septembre 2021 Standard Industries achève le rachat de la compagnie initié au début de l'année.

## Principaux actionnaires
Au 31 décembre 2019:
| Peninsula Capital Advisors             | 16,1% |
| 40 North Management                    | 14,8% |
| The Vanguard Group                     | 8,70% |
| TPG Group Holdings (SBS) Advisors      | 6,75% |
| Lincoln Equity Management              | 6,45% |
| Avenue Capital Management II           | 4,52% |
| Soroban Capital Partners               | 4,18% |
| Jackson Square Partners                | 3,94% |
| The Baupost Group                      | 3,64% |
| Lehman Brothers (Investment Portfolio) | 3,33% |

## Organisation du groupe

### Restructurationdu groupe en 1995 et 1996
En 1996, Grace céda pour un montant net de 3 milliards de $ d'activités jugées non stratégiques. Le nouveau groupe émergeait alors comme une compagnie globale de spécialités chimiques centrées sur les catalyseurs, les produits siliciés, de construction et de protection de conteneurs.
Depuis 2003, Fred E. Festa est le directeur général et président de Grace. Le groupe transfère son siège à Columbia dans le Maryland et crée la division Performance Chemicals réunissant la chimie et les matériaux de construction.
Le groupe fut organisé autour de deux divisions :
- Grace Davison : catalyseurs industriels, tels que le nickel de Raney, produits de silicone. Cette division compte pour 69 % des ventes qui s'élèvent en 2009 à 1,9 milliard de $ ;
- Grace Construction Products : produits de construction par lesquels des adjuvants pour ciment, des fibres, des pigments, des matériaux ignifuges, des membranes de filtration[21].

### Nouvelle organisation du groupe (2012)
Depuis avril 2012, le groupe est réaligné autour de trois divisions :
- Grace Catalysts Technologies qui inclut tous les adjuvants et les technologies semblables utilisées dans le raffinage, la pétrochimie et les autres industries chimiques. Les revenus 2011 de ce segment atteignirent 1,4 milliard de $ ;
- Grace Materials Technologies comprend les matériaux spéciaux, enduits et colles utilisées dans l’industrie, la pharmacie et le packaging. Ses revenus pour 2011 sont d'environ 800 millions de $ ;
- Grace Construction Products conserve les mêmes segments que précédemment. Ses revenus sont d’environ 1,0 milliard de $[22].

### Ressources humaines
Au 31 décembre 2009, 6 300 personnes sont employées par Grace dans une quarantaine de pays, dont environ 3 200 aux États-Unis. Sur le total des salariés, 3 100 personnes travaillent pour Grace Davison.
Les relations sociales sont principalement gouvernées par des accords collectifs négociés par les syndicats de l'industrie chimique qui représentent 2 500 des 5 200 personnes travaillant dans les usines. Le groupe n'a pas recensé de conflit social durant les dix dernières années.

## Questions environnementales

### Les accidents industriels
W. R. Grace a été impliqué dans plusieurs affaires judiciaires rencontrées par l'industrie chimique aux États-Unis et relatifs aux conséquences sanitaires de l’activité.

#### La contamination à l'amiante de Libby, Montana

Logo de l'EPA, l'agence américaine de protection de l'environnement

Libby est une petite ville américaine de 2 600 habitants vivant de l'exploitation forestière et minière. Libby a enregistré les cas de 200 victimes de maladies liées à l'amiante et causées par une contamination venant de l'extraction de la vermiculite zonolite des montagnes environnantes par W. R. Grace and Company. Après que Grace ait fermé la mine en 1992, l'agence de protection de l'environnement des États-Unis (EPA) a analysé des échantillons du sol et de l'air et n'a pas pu détecter de contamination. Des examens ultérieurs avec des équipements plus perfectionnés ont établi que les échantillons étaient remplis de trémolite (silicate naturel provenant de roches éruptives et métamorphiques) qui est suspectée dans des douzaines de cas d'atteintes liées à l'amiante.
À la suite d'un article de 1999 paru dans un journal de Seattle, le Seattle-Post-Intelligencer, qui a mis à jour la forte prévalence des maladies liées à l'amiante dans la ville, l'EPA, en réponse, fit du nettoyage du site une priorité nationale et déclara que Libby était le pire cas d'exposition d'envergure à une substance toxique existant aux États-Unis. L'EPA a dépensé 120 millions de $ du Superfund (mécanisme de financement spécial des décontaminations par l'Agence sur fonds fédéraux) dans le nettoyage du site. En octobre 2006, W. R. Grace and Company a fait appel des amendes imposées par l'EPA mais la Cour suprême des États-Unis l'a rejeté. Au 30 juin 2007, Grace estime à 267 millions de $ le montant des sommes que l'EPA serait susceptible de réclamer à la compagnie. Le gouvernement a aussi entamé des poursuites criminelles contre la compagnie et sept anciens cadres de la mine pour avoir ignoré et masqué les risques pour la santé aux employés. Le procès qui devait débuter en 2007 devant la cour fédérale du Montana a été repoussé en attente de jugement en première instance dans les plaintes.
Le 31 janvier 2012, Grace a signé un accord avec les plaignants de Libby en créant un fonds gérant le programme médical des victimes géré localement et doté de 19,5 millions de $. Cet accord éteint les procédures civiles. Grace avait déjà dépensé plus de 20 millions de $ d'aides médicales depuis 2000.

#### Le procès pour contamination de l'eau à Woburn, Massachusetts
Ce procès qui se déroula en 1986 (Anderson v. Cryovac qui fut un contentieux fédéral remarqué sur les contaminations toxiques) à propos de pollutions détectées dans les années 1970 est la base du livre et du film A Civil Action (Préjudice selon son titre en français) de Steven Zaillian avec Robert Duvall et John Travolta, sorti en 1998.

#### Le site du Superfund à Acton, Massachusetts
Au début des années 1950, W. R. Grace établit une unité de production à South Acton pour produire des additifs pour ciment et la chimie organique. W. R. Grace déversa les résidus industriels de cette usine dans des épandages non confinés (lagons) jusqu'en 1980.
En 1978, du chlorure de vinylidène et d'autres contaminants industriels furent détectés dans deux des puits de la ville qui furent condamnés. En 1983, le site d'Acton de W. R. Grace fut placé sur la liste du Superfund de l'EPA avec priorité nationale pour le nettoyage.
En août 2006, W. R. Grace et l'EPA se mirent d'accord sur le travail à effectuer pour décontaminer le site.

### Les recours collectifs pour contamination par l'amiante

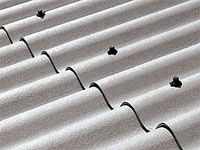
Toit en amiante (fibro-ciment).

Grace se trouve poursuivi aux États-Unis dans des centaines de milliers de plaintes pour contamination par l'amiante.
Depuis le 2 avril 2001, la compagnie s'est placée sous le régime de protection des faillites pour tenter de résoudre les conséquences judiciaires des plaintes liées à l'amiante. Jusqu'en 2000, la firme avait procédé par voie de transaction payant plus de 2 milliards de $ aux plaignants sur les 20 années précédentes. Mais depuis, la recrudescence des demandes et les recours collectifs contre le zonolite, la firme a choisi de se soustraire à ce mode de rêglement. La compagnie estime pouvoir être redevable d'une somme de 1,7 milliard de $ en paiement de dommages.
En janvier 2005, Grace a déposé un amendement au plan de réorganisation devant la Cour des règlements judiciaires afin de mettre en place un trust pour honorer tous les règlements dans le cadre des procès de l'amiante. Ce fonds serait doté de liquidités et d'actions par Grace. Les auditions de la Cour ont débuté en janvier 2008, puis en avril 2008, les audiences ont été suspendues ; les différentes parties ayant conclu un accord de principe pour le règlement de l'affaire.
Le 19 septembre 2008, Grace a présenté un Plan commun de réorganisation (Joint Plan of reorganization) avec certains comités représentant les plaignants dans les procès de l'amiante. Dans le cadre de ce plan, deux trusts seraient formés pour couvrir le montant des indemnités à verser à toutes les victimes de l'amiante.
L'agrément du Plan par le tribunal des faillites du Delaware a eu lieu le 31 janvier 2011, décision confirmée par la Cour du Delaware le 31 janvier 2012. Ces approbations par la Justice devrait permettre à Grace de sortir de la procédure du chapitre 11.